# Volkenschwand
Volkenschwand er en kommune i Landkreis Kelheim i Regierungsbezirk Niederbayern i den tyske delstat Bayern. Den er en del af Verwaltungsgemeinschaft Verwaltungsgemeinschaft Mainburg.

## Geografi
Volkenschwand ligger i Region Landshut sydøst for Mainburg. Den fyske ferierute Alpen-Ostsee går gennem Volkenschwand, i hvis nærhed floden Große Laber har sit udspring.
I kommunen ligger ud over Volkenschwand, landsbyerne Großgundertshausen og Leibersdorf .